# Franc Ankerst
Franc Ankerst, slovenski besedilopisec za narodnozabavno glasbo, * 4. junij 1935, Podljubelj, Slovenija, † 31. januar 2018.
Franc Ankerst je bil eden najbolj plodnih in največkrat nagrajenih slovenskih besedilopiscev. Uveljavil se je predvsem v narodnozabavni glasbi in na festivalih prejel večje število nagrad. Bil je tudi član Društva pesnikov slovenske glasbe.

## Življenje
Franc Ankerst se je rodil 4. junija 1935 v Sveti Ani v Podljubelju nad Tržičem. Zase je govoril, da je čistokrvni Gorenjec, saj je oče izhajal iz Sv. Brezij, mama pa iz Podljubelja. Ime je dobil po očetu. Po zaključeni osnovni šoli je začel delati v Tovarni verig v Lescah. V času dela si je pridobil srednješolsko izobrazbo tehnične smeri, in sicer strojnega tehnika.
Po odsluženem vojaškem roku se je pridružil narodnozabavnemu ansamblu Gorenjci, ki ga je soustanovil leta 1964, in z njimi kot kitarist igral 20 let. Igral je diatonično in klavirsko harmoniko ter kitaro, komponiral je melodije in pisal besedila v značilni lepi stari slovenščini. Prvič je sicer igral na veselici v vasi Žiberci blizu Apač pri Gornji Radgoni, ko še ni dopolnil 14 let.
Prva besedila je napisal že v mladosti, takrat večinoma na temo ljubezni. Najprej je pisal zase, nato pa tudi za pevce drugih ansamblov. Danes je uglasbenih že več kot 500 njegovih pesmi. Zbral in izdal jih je v več delih. Bil je eden izmed ustanovnih članov Društva pesnikov slovenske domače glasbe, kjer se je boril za pravice avtorjev in nenehno težil h kvaliteti pisanja besedil. Pisal je tudi uganke, ki so jih objavili vsak ponedeljek v dopoldanskem času na radiu Triglav na Jesenicah.
Z ženo Angelco je živel v Lescah, kjer si je pred domom postavil dva metra visok lesen kip Martina Krpana. Umrl je 31. januarja 2018 v 83. letu starosti. Pokopan je na pokopališču v Lescah.

## Delo

### Besedila
Napisal je preko 500 besedil za več kot 120 slovenskih narodnozabavnih ansamblov. Uradno je bilo v bazi avtorjev združenja SAZAS na dan 1. 1. 2017 zabeleženih 317 skladb z njegovim besedilom.
Največ njegovih besedil so izvajali ansambli Gorenjci, Jurčki, Mladi gamsi, Vigred, Vikend, Vita in Zarja. Nekatere skladbe z njegovim besedilom in izvajalci:
| Izvajalec                             | Naslovi skladb |
| Ansambel Ajda                         | Sreča za dva |
| Ansambel Akordi                       | Draga abrahamka |
| Ansambel Anja Burnik s prijatelji     | Lub'm, lub'm te, Pomladna harmonija, Punce, punce                                                                                     |
| Ansambel Blegoš                       | Trubadurji |
| Ansambel Ekart                        | Ptičica |
| Ansambel Fantje izpod Lisce           | Domača pesem |
| Ansambel Frajkinclari                 | Plenka plenka |
| Ansambel Gorenjci                     | Hitro mine čas, Nocoj bo ples |
| Ansambel Gregorji                     | Kaj bi vam pravil, Pevcu |
| Ansambel Jasmin                       | Sejalec |
| Ansambel Jerneja Kolarja              | Mamine pesmi, Micka |
| Ansambel Jože Burnik s prijatelji     | Pivo |
| Ansambel Jurčki                       | Čas, Doktor 1A, Kraval, Ljubezen na prvi pogled, Ljubosumje, Polhov Gradec, Sad ljubezni, Tri leta že čakam, Vigred, Vrni se          |
| Ansambel Klapovühi                    | Daj, daj, mesec maj, Fantje so fantje, Ko pride čas, Ko svet pobezlja, Mama, Mi smo Klapovühi, Opravljiva Micka, Problemi in neznanke |
| Ansambel Mlade frajle                 | Tri jerbase poljubčkov |
| Ansambel Mladi Dolenjci               | Praznik muzike |
| Ansambel Navihanke                    | Firbčni fičfirič, Nevednica, Ti, ti, ti, navihanka                                                                                    |
| Ansambel Obzorje                      | Rokovnjač Dimež |
| Ansambel Pogum                        | Pesem koscev, Po domače, Pogumni stric, Spoštovani 'ldje, Vurberk                                                                     |
| Ansambel Potep                        | Gospodar |
| Ansambel Raubarji                     | Stara domačija |
| Ansambel Slovenski odmev              | Maruška, Ura življenja, Zaljubljena, Zapojte z nami, Žareči macesni                                                                   |
| Ansambel Storžič                      | V Bohin' 'ma d'ž ta mvade |
| Ansambel Strici                       | Hektoliter sreče |
| Ansambel Tonija Sotoška               | Stara slika, Šopek spominov |
| Ansambel Vesele Štajerke              | Luna ve, Smrklja, Srečna štorija |
| Ansambel Vigred                       | Domača uganka, Moč noči, Vabilo na ples, Zadnje pismo                                                                                 |
| Ansambel Vihar                        | V ritmu ljubezni |
| Ansambel Vikend                       | Godec z dušo, Iščem si dekle |
| Ansambel Vita                         | Kleklar'ca, Vuržah je l'bez'n |
| Ansambel Vrisk                        | Muskontarska bogatija |
| Ansambel Zarja                        | Fletna navada, Le enkrat se živi, Naši mami, Navite viže, Ples gamsov, Povest o sreči, Rada bi mamo, Srečo s'm imeva, Šparovni Gorenc |
| Fantovski kvintet/Lomski fantje       | Bog, čuvaj nam Tržič, Tržič, ti moje mesto, Zvonovi Katarine                                                                          |
| Monika in Alenka Heričko s prijatelji | Abraham, boter modrosti, Slovenija moja                                                                                               |
| Skupina Mladi gamsi                   | Privlačne obline |

### Zbirke besedil
Svoja uglasbena besedila je izdal v več knjigah:
1. Šopek kovanih rim (1996)
2. Rime življenja (2000)
3. Zrelo klasje (2007)
4. Šopek spominov (2012)
5. Soneti – kres resnic (2014)
6. Sopotniki življenja (2016) – pesmarica

### Uganke
Franc Ankerst je poleg zbirk uglasbenih pesmi izdal tudi naslednja dela:
1. Kaj je to (1999) – zbirka 230 ugank
2. Uganke za malčke (2008) – zbirka 200 ugank
3. Uganke za šolarje (2010) – zbirka 300 ugank
4. 1000 + 1 uganka (2014) – zbirka ugank za odrasle

## Nagrade
Franc Ankerst je prejel večje število nagrad na festivalih narodnozabavne glasbe. Njegov prispevek h kulturi pa je bil nagrajen tudi s posebnimi nagradami drugod.
- 1998: Festival Vurberk – 2. nagrada za besedilo.
- 1998: Festival Cerkvenjak – Nagrada za najboljše besedilo.
- 2000: Občina Radovljica mu je podelila Plaketo Antona Tomaža Linharta za prispevek h kulturi.
- 2001: Graška Gora poje in igra – 1. nagrada za besedilo.
- 2002: Večer slovenskih viž v narečju – Nagrada za najboljše besedilo.
- 2003: Festival Vurberk – 3. nagrada za besedilo.
- 2004: Festival Vurberk – 1. nagrada za besedilo.
- 2004: Festival Števerjan – Nagrada za najboljše besedilo.
- 2004: Festival Ptuj – Nagrada Marjana Stareta za večletno kakovostno pisanje besedil.
- 2005: Graška Gora poje in igra – 3. nagrada za besedilo.
- 2005: Festival Ptuj – Nagrada za najboljše besedilo.
- 2009: Graška Gora poje in igra – 1. nagrada za besedilo.
- 2010: Večer slovenskih viž v narečju – Vodovnikova nagrada za večletno kakovostno pisanje besedil.
- 2011: Večer slovenskih viž v narečju – Nagrada za najboljše besedilo.
- 2014: Večer slovenskih viž v narečju – Nagrada za najboljše besedilo.
- 2015: Festival Ptuj – Nagrada za najboljše besedilo.
- 2017: Festival Vurberk – 2. nagrada za besedilo.